# Hiersenhof
Hiersenhof is een landgoed ten zuiden van Beers dat zich bevindt ten noorden van het landgoed Ossenbroek. Ten zuiden van dit landgoed stroomt de Laarakkerse Waterleiding.
Omstreeks het begin van de 20e eeuw vestigde de familie De Quay zich op dit landgoed.  Jan de Quay kreeg in 1959 bij zijn afscheid als Commissaris der Koningin als geschenk van de Noord-Brabantse bevolking de totale restauratie en modernisering van het buitengoed aangeboden. Hij  ging er in 1969, na afsluiting van zijn politieke loopbaan, definitief wonen en stierf er in 1985. In 1978 kocht zoon Cas de Quay de Hiersenhof van zijn ouders en vestigde zich er in 1990.

## Mariakapel
Hoewel het landgoed niet toegankelijk is, bevindt zich bij de ingang aan de openbare weg de in 1942 gebouwde kapel, gewijd aan Onze Lieve Vrouw Koningin van de Vrede. Deze kapel werd gebouwd door een Studentengilde dat hier op kamp was.
De bouw van de kapel kreeg een zekere lading omdat Jan de Quay op dat ogenblik in gijzeling was genomen en het niet duidelijk was hoe de zaken zich verder zouden ontwikkelen. Er dreigde zelfs executie. Deze dreiging was overigens bij de inwijding van de kapel, op 15 augustus 1942 (Maria Hemelvaart) afgewend.
Omstreeks half juli komt de Nijmeegse Vierdaagse langs de kapel, en meerdere wandelaars leggen er dan bloemen neer.
De kapel bevat een gestileerd stenen Mariabeeld van de hand van Niels Steenbergen, daterend van na de bevrijding.